# Meshaal Hamzah
Meshaal Hamzah (* 25. Januar 2005 in Jakarta) ist ein sudanesisch-indonesischer Fußballspieler.

## Karriere

### Verein
Meshaal Hamzah erlernte das Fußballspielen in der Mannschaft der ASIOP Football Academy sowie in der Jugend des ASIOP FC. Im Juli 2023 wechselte er in die Jugend von Persija Jakarta. Die erste Mannschaft des Verein spielt in der ersten Liga des Landes. Von August 2024 bis Jahresende 2024 wurde er an den ebenfalls in der ersten Liga spielenden PSBS Biak verliehen. Für den Verein aus Biak bestritt er zwei Erstligaspiele. Nach der Ausleihe kehrte er im Dezember 2024 nach Jakarta zurück. Im Januar 2025 wurde er an den thailändischen Erstligisten Nakhon Pathom United FC verliehen. Am Ende der Saison 2024/25 belegte er mit Nakhon Pathom den vorletzten Tabellenplatz und musste somit in die zweite Liga absteigen. Nach dem Abstieg wurde sein Leihvertrag nicht verlängert. Für Nakhon Pathom bestritt er ein Erstligaspiel.

### Nationalmannschaft
Meshaal Hamzah nahm 2024 mit der indonesischen U19-Nationalmannschaft an der ASEAN U-19 Championship im eigenen Land teil. Hier kam er im Gruppenspiel gegen Osttimor und im Finale gegen Thailand zum Einsatz. Das Finale wurde mit 1:0 gegen Thailand gewonnen. Im gleichen Jahr gab er sein Debüt in der U20-Mannschaft.

## Erfolge

### Nationalmannschaft
Indonesien U19
- ASEAN U19 Championship: 2024